# Bonlanden (Berkheim)
Bonlanden ist ein Teilort der Gemeinde Berkheim im Landkreis Biberach in Oberschwaben.

## Beschreibung

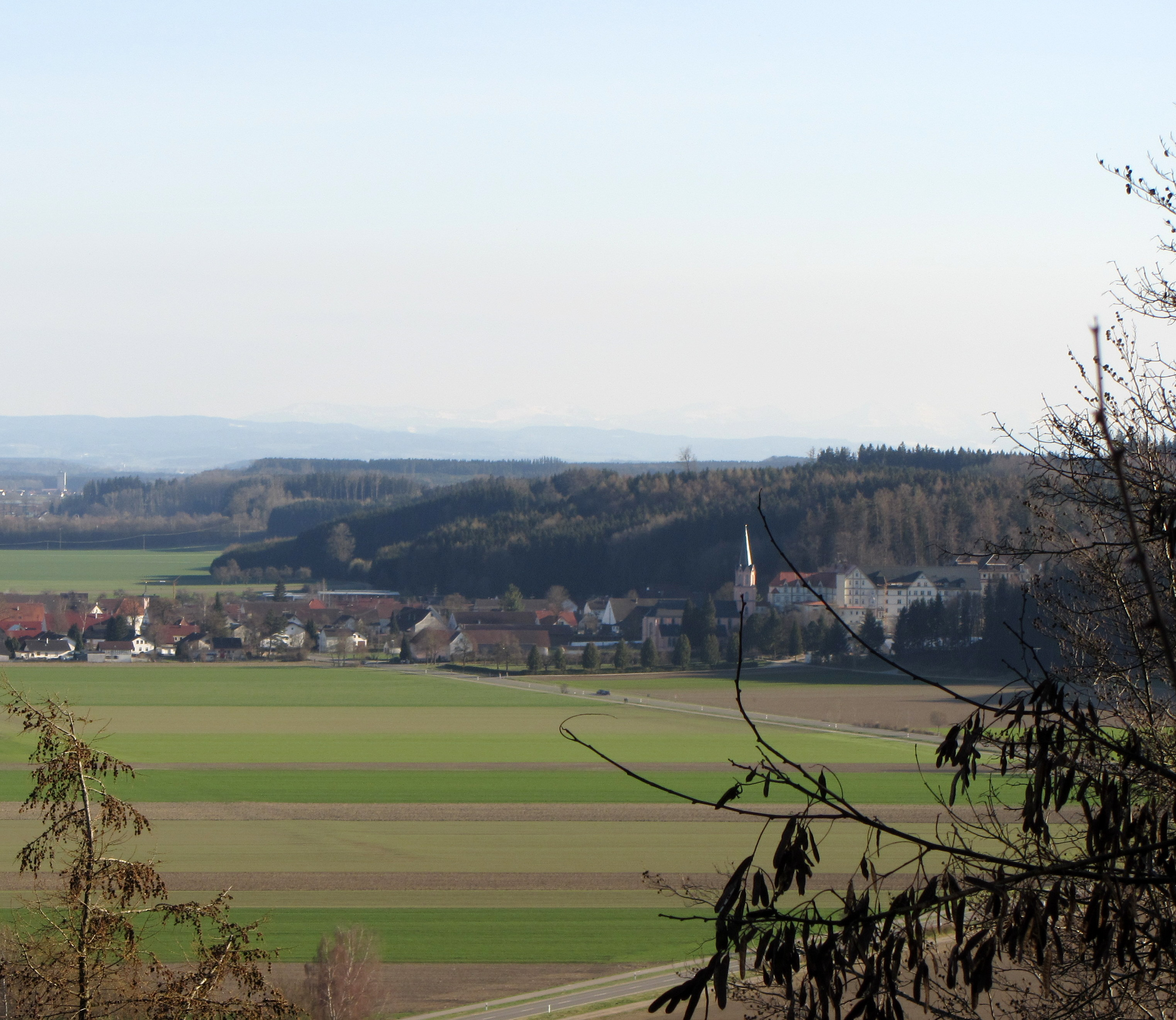
Blick auf Bonlanden (2012)

Bonlanden befindet sich nördlich von Berkheim, auf der westlichen Seite des mittleren Illertales. 1493 erwarb das Kloster Ochsenhausen den halben Ort von den Mehrerauer Benediktinern. Der restliche Ort verblieb bei der Herrschaft Kellmünz. Im Jahre 1806 wurde Bonlanden mit Berkheim in das Königreich Württemberg eingegliedert.
Am 17. April 1855 legte Faustin Mennel den Grundstein des Klosters Bonlanden, das heute das Mutterhaus der Franziskanerinnen von der Unbefleckten Empfängnis Unserer Lieben Frau ist.

## Bauwerke
- Kapelle zum Hl. Kreuz errichtet von Abt Benedikt Denzel

## Persönlichkeiten
- Wiborada Zislin (1749–1812), Archivarin und Chronistin des Klosters St. Gallenberg
- Jason Ziesel (1879–1944), römisch-katholischer Ordensbruder, Steyler Missionar und Märtyrer